# 伊拉西
伊拉西（義大利語：Illasi），是意大利威尼托大区维罗纳省的一个市镇。总面积25.04平方公里，人口5307人，人口密度211.9人/平方公里（2009年）。国家统计（ISTAT）代码为023039。

## 友好城市
- 德国Wörth an der Isar（英语：Wörth an der Isar） 2001年